# Operatie Matador
Operatie Matador is een spionageroman van auteur Gérard de Villiers en is het 56e deel uit de S.A.S.-reeks met als protagonist de Oostenrijkse prins en freelance CIA-agent Malko Linge.

## Het verhaal
Om Roy Stockton ervan te overtuigen zijn brandkast te openen en de inhoud ervan vrij te geven wordt zijn vrouw voor zijn ogen bruut verkracht door twee mannen en nadat hij de kluis voor hen heeft geopend wordt hij vermoord.
Kort daarvoor heeft de Amerikaanse regering besloten om "Operatie Matador" abrupt te beëindigen. Operatie Matador was de grootste en meest kostbare operatie van de CIA in het gebied van de Stille Oceaan.
De moordenaars van Roy Stockton dreigen de inhoud van een envelop uit zijn kluis openbaar te maken tenzij de CIA $500.000 betaald. De CIA is er alles aangelegen om de inhoud van de envelop in handen te krijgen aangezien de inhoud desastreus kan uitpakken voor de CIA.
Malko krijgt de opdracht de chanteurs op te jagen en uiteindelijk te doden. Hierbij wordt hij ter zijde gestaan door de aantrekkelijke Mandy Brown, met als bijnaam Mandy de slet.

## Personages
- Malko Linge, Oostenrijkse prins en CIA-agent
- Roy Stockton
- Mandy Brown, mannenverslindster